# Chambre régionale de commerce et d'industrie du Limousin
La chambre régionale de commerce et d'industrie du Limousin a son siège 4 rue Thomas Edison à Feytiat, commune de l'agglomération de Limoges.  Elle regroupe les CCI du Limousin.

## Mission
À ce titre, elle est un organisme chargé de représenter les intérêts des entreprises commerciales, industrielles et de service du Limousin et de leur apporter certains services. Elle mutualise et coordonne les efforts des quatre CCI de Limousin.
Comme toutes les CRCI, elle est placée sous la tutelle du préfet de région représentant le ministère chargé de l'industrie et le ministère chargé des PME, du Commerce et de l'Artisanat.

### Service aux entreprises
- Création, transmission, reprise des entreprises ;
- Innovation ARIST ;
- Formation et emploi ;
- Services aux entreprises ;
- Observatoire économique régional ;
- Études et développement ;
- Aménagement et développement du territoire ;
- Environnement et développement durable ;
- Tourisme ;
- Appui aux entreprises du commerce ;
- Performance industrielle ;
- Appui à l’international ;
- Emploi et développement des compétences ;
- Intelligence économique ;
- Appui aux mutations ;
- Services à la personne.

## CCI en faisant partie
- chambre de commerce et d'industrie de la Creuse
- chambre de commerce et d'industrie de Limoges et de la Haute-Vienne
- chambre de commerce et d'industrie du pays de Brive
- chambre de commerce et d'industrie de Tulle et Ussel

## Historique
9 décembre 2006 : Création de la chambre régionale de commerce et d'industrie Limousin par la séparation de la chambre régionale de commerce et d'industrie Limousin-Poitou-Charentes.

## Pour approfondir